# O'Halloran Hill Recreation Park
O'Halloran Hill Recreation Park  är en park i Australien. Den ligger i delstaten South Australia, omkring 14 kilometer söder om delstatshuvudstaden Adelaide. O'Halloran Hill Recreation Park ligger 201 meter över havet.
Runt O'Halloran Hill Recreation Park är det tätbefolkat, med 591 invånare per kvadratkilometer.. Närmaste större samhälle är Adelaide, omkring 14 kilometer norr om O'Halloran Hill Recreation Park.
Genomsnittlig årsnederbörd är 729 millimeter. Den regnigaste månaden är juni, med i genomsnitt 133 mm nederbörd, och den torraste är december, med 21 mm nederbörd.